# 泡沫世代
泡沫世代（日语：／ Baburu-sedai */?），指1965年至1969年出生的日本人，由於他們踏足社會的時間是泡沫景氣（1986年11月至1991年2月）時期，因而被命名為「泡沫世代」。
泡沫世代出生於高度經濟成長後期，當時過快的經濟增長已經帶來許多包括環境污染、人口過密過疏、物價飛漲等諸多社會問題。中學時期是校園暴力問題最嚴重的時期。。進入1980年代中後期，是他們就讀大學和投身職場的時期，當時日本泡沫景氣，日經平均指數屢創新高，找工作也比較容易，市民購買力大增，泡沫世代揮金如土的現場並不少見。1991年泡沫爆破之後，日本陷入長期的經濟蕭條，日本企業內普遍使用的終身雇傭制備受挑戰，泡沫世代許多在一波又一波的經濟不景期被解雇或減薪，有些成為了派遣社員，勞動負荷普遍過重；他們的工作態度和認知也常常被指責批評，認為他們跟不上時代的步伐，依然懷念泡沫經濟時期能夠大手大腳的日子。時至今日，泡沫世代已經逐漸走向中年，房屋貸款、養育子女支出、年金問題普遍困擾著他們。